# Ted Cruz
Rafael Edward "Ted" Cruz (Calgary, 22 de dezembro de 1970) é um politico americano que atualmente serve como senador júnior do Senado dos Estados Unidos pelo estado do Texas. Eleito em 2012 como um republicano, foi o primeiro hispânico ou cubano-americano a servir como senador pelo seu estado. É presidente do subcomitê do judiciário do Senado para fiscalização, direitos federais e atividades de agências. Ele também é presidente do subcomitê do Espaço, Ciência e Competitividade e do Comitê do Comércio.
Entre 1999 e 2003, Cruz serviu como diretor do Escritório de Planejamento Político na Comissão Federal de Comércio, além de também ter sido vice procurador-geral adjunto no Departamento de Justiça americana e conselheiro de políticas domésticas para o presidente George W. Bush na campanha das eleições de 2000. Serviu como procurador-geral do Texas de janeiro de 2003 até maio de 2008, nomeado por Greg Abbott. Foi o primeiro hispânico e o mais jovem procurador geral da história do Texas, além de ter servido por mais tempo em sua função. Cruz também foi professor adjunto de direito na Universidade do Texas, em Austin, de 2004 a 2009. Ele é um dos sete latinos no Senado dos Estados Unidos.
Cristão devoto, é considerado um dos políticos mais conservadores no Congresso americano, opondo-se fortemente a leis de controle de armas, medidas de aborto e à legalização do casamento entre homossexuais, entre outros assuntos. Defende uma regulamentação mais rígida nas políticas de imigração e é contra qualquer forma de sistema universal de saúde e afirma que as ciências da terra não são uma "ciência exata".
Em 23 de março de 2015, Cruz anunciou formalmente que iria concorrer nas eleições presidenciais de 2016 dos Estados Unidos. Ele desistiu da campanha em maio de 2016 após resultados desfavoráveis nas prévias do seu partido. Durante o governo de Donald Trump, Ted Cruz foi um dos principais e mais ardorosos apoiadores do presidente. Em janeiro de 2021, ele provocou controvérsia no mundo político ao se opor a certificação da eleição de Joe Biden na eleição de 2020; Cruz foi duramente criticado por espalhar diversas teorias da conspiração infundadas de que a eleição tinha sido roubada de Trump. Quando milhares de apoiadores de Donald Trump invadiram e vandalizaram o Capitólio motivados pelas informações falsas promovidas por Cruz e outros, o senador texano foi criticado por ambos os lados do espectro político por sua responsabilidade no incidente.